# Troy (Toverland)
Troy is een houten achtbaan in het Nederlandse attractiepark Toverland en staat in het themagebied Ithaka. Dit is de langste, snelste en hoogste houten achtbaan van de Benelux.

## Geschiedenis

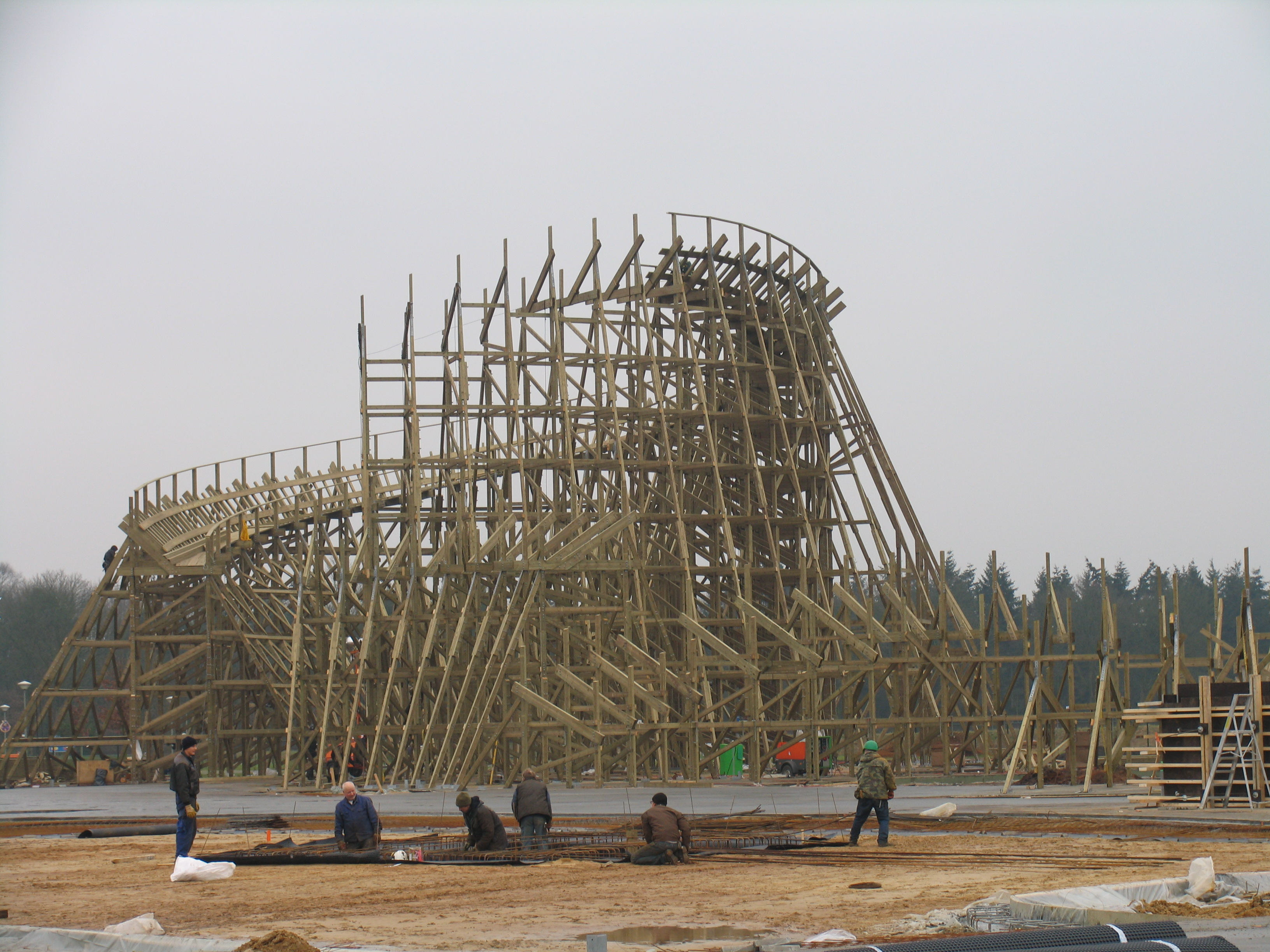
Bouw van Troy (2007)

De bouw van de € 6,5 miljoen kostende achtbaan begon in 2006 en was onderdeel van een plan van Toverland om als 'outdoor' park uit te bereiden. De eigenaar van het attractiepark heeft voor de keuze van de achtbaan een reis gemaakt, waarbij hij diverse attractieparken wereldwijd bezocht. Met de ervaringen die hij daarbij opdeed kwam naar voren dat Toverland een houten achtbaan wilde met aan het begin een steile afdaling. Om de achtbaan te realiseren werd de Amerikaanse fabrikant Great Coasters International ingeschakeld. Met de bouw van de achtbaan startte zij in 2006. De bouw liep vertraging op, nadat een onverwachte windvlaag in de middag van maandag 5 maart 2007 een deel van de constructie in liet storten.  De schade bleef beperkt tot materiële schade omdat de werknemers op dat moment pauze hadden; er raakte niemand gewond. De soft-opening van Troy vond plaats op 29 juni 2007. Direct hierna was de achtbaan ook geopend voor bezoekers. Op 1 juli 2007 om 11:00 uur vond de officiële opening plaats van Troy. Sindsdien is Troy de grootste, langste, snelste en hoogste houten achtbaan van de Benelux. In 2010 opende twee andere attracties in het themagebied waardoor Troy niet meer de enige attractie in het themagebied was.
Op 19 mei 2019 maakten ter gelegenheid van een speciaal YouTube-evenement vier youtubers in acht uur tijd honderd ritjes in deze achtbaan. Ze konden deze marathon echter niet volledig afmaken, omdat de achtbaan na 93 ritjes onverwachts moest worden gesloten wegens naderend onweer. Om toch tot de vereiste honderd ritjes te komen, werden de laatste zeven ritjes binnen gemaakt. Hiervoor werd voor deze ritjes de hulp ingeroepen van de overdekte achtbaan Toos-Express in het Land van Toos.
In 2022 was Troy al vijftien jaar open en nog steeds de grootste, langste, snelste en hoogste houten achtbaan van de Benelux. In het weekend dat Troy vijftien jaar bestond, organiseerde Toverland de Troybackdays. Op deze dagen werd informatie over de vroegere Troy gegeven en konden onderdelen van de Troy worden gekocht. Alle opbrengsten van de Troybackdays gingen naar stichting Durf te Vragen. Er werd in totaal 32.658 euro opgehaald. In 2022 werd Troy ook de enige houten achtbaan van Nederland, nadat Joris en de Draak uit de Efteling een titan track had gekregen en zo een hybride achtbaan was geworden.

## Technisch
Tijdens een rit in Troy bereikt de trein een hoogte van 31,9 meter en een topsnelheid van 86,9 km/u. In 1:50 minuten legt de trein een traject van 1077 meter af, waarbij bezoekers een maximale g-kracht van 2,4 g. Troy heeft twee treinen op het traject rijden met elk plaats voor vierentwintig bezoekers.

## Afbeeldingen

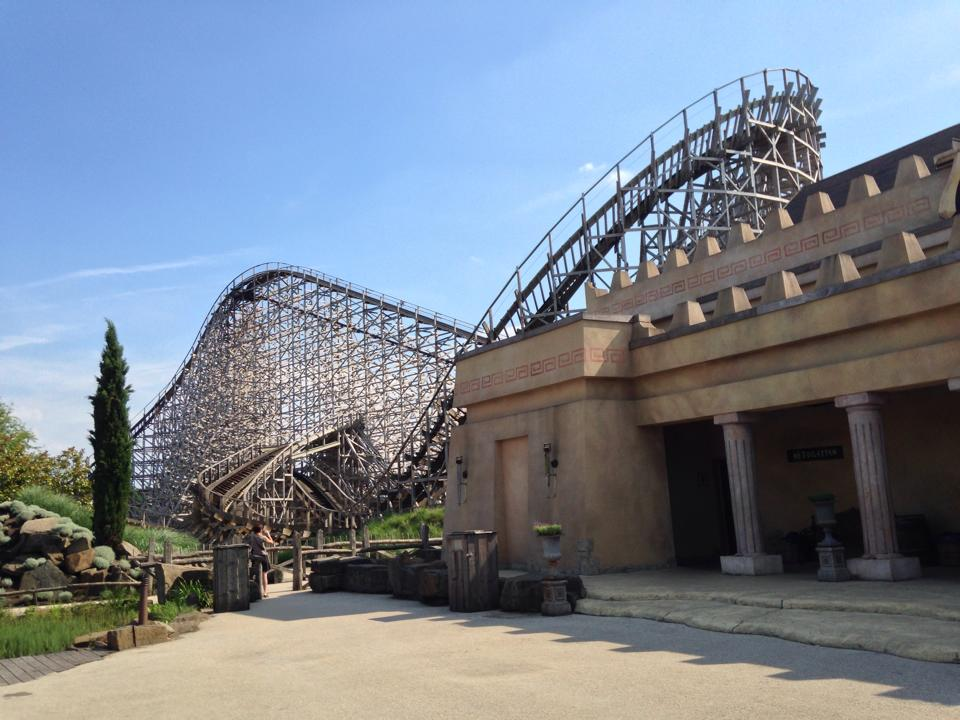
Stationsgebouw
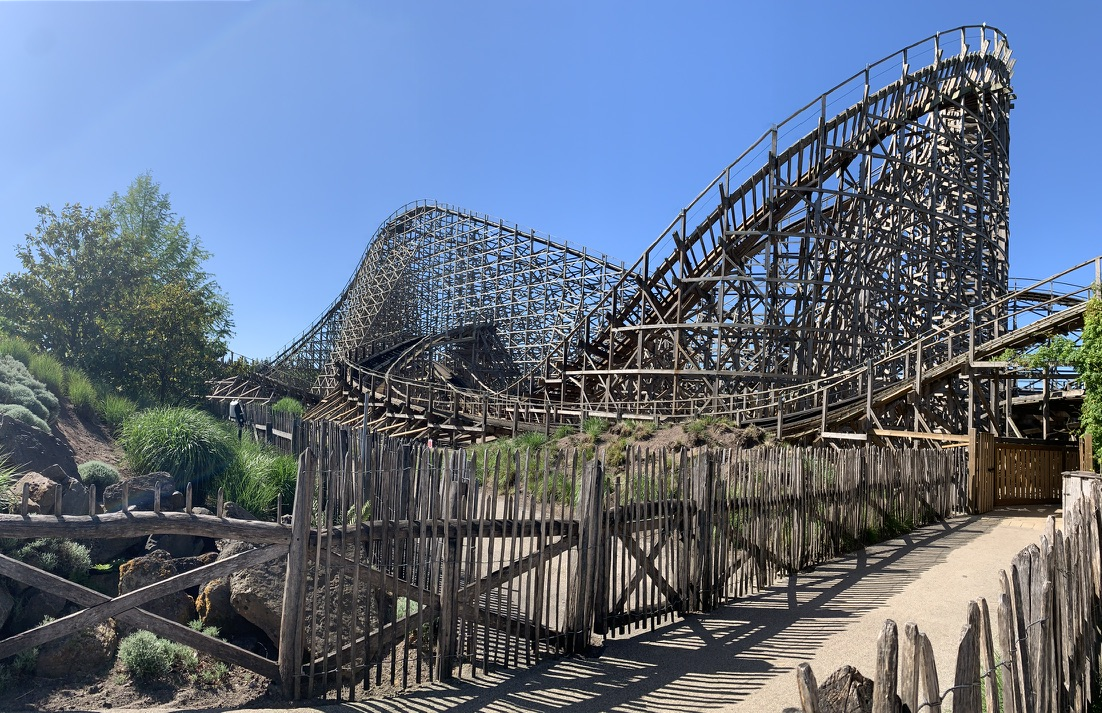
Vanuit de wachtrij gezien
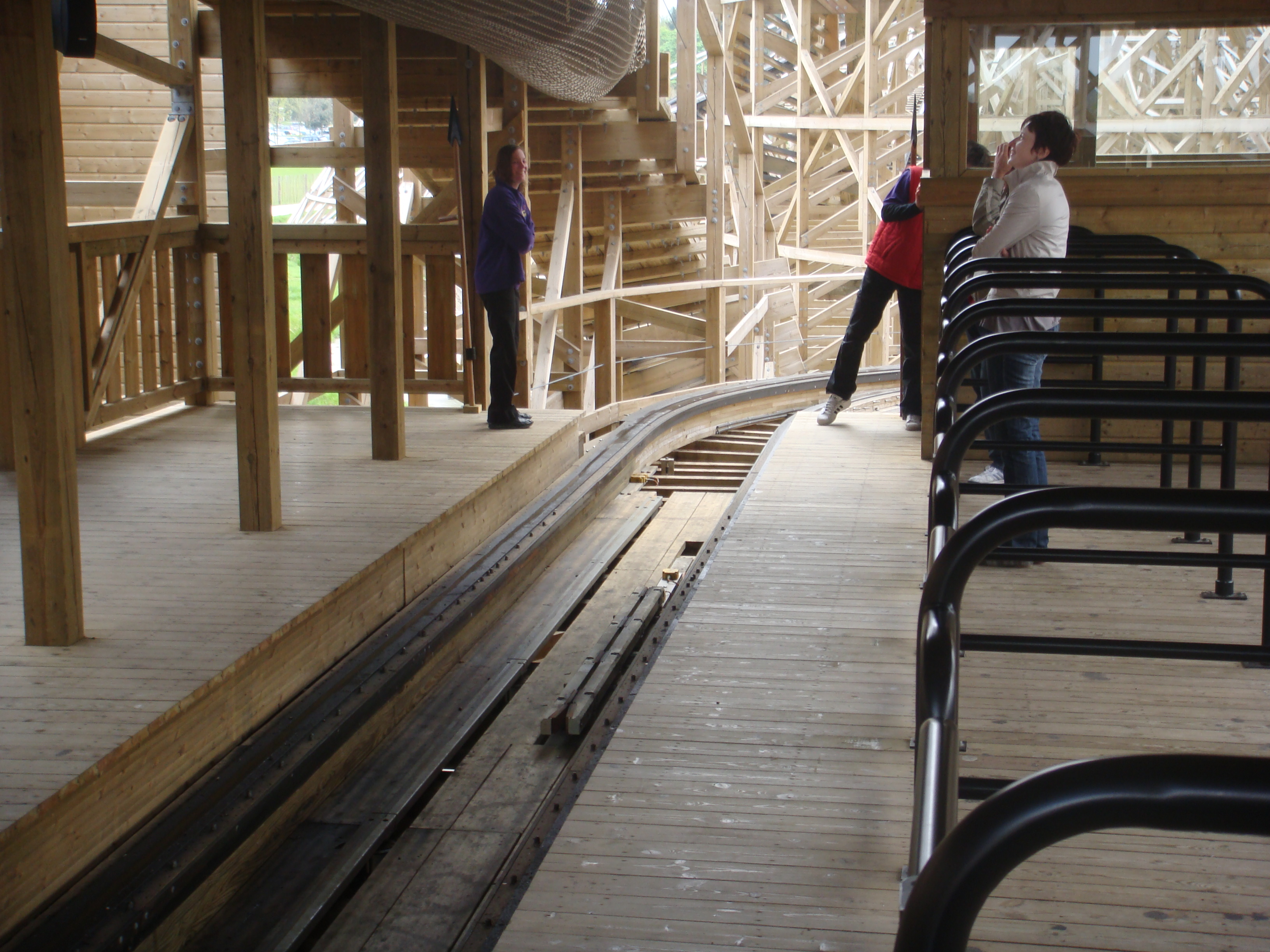
Station
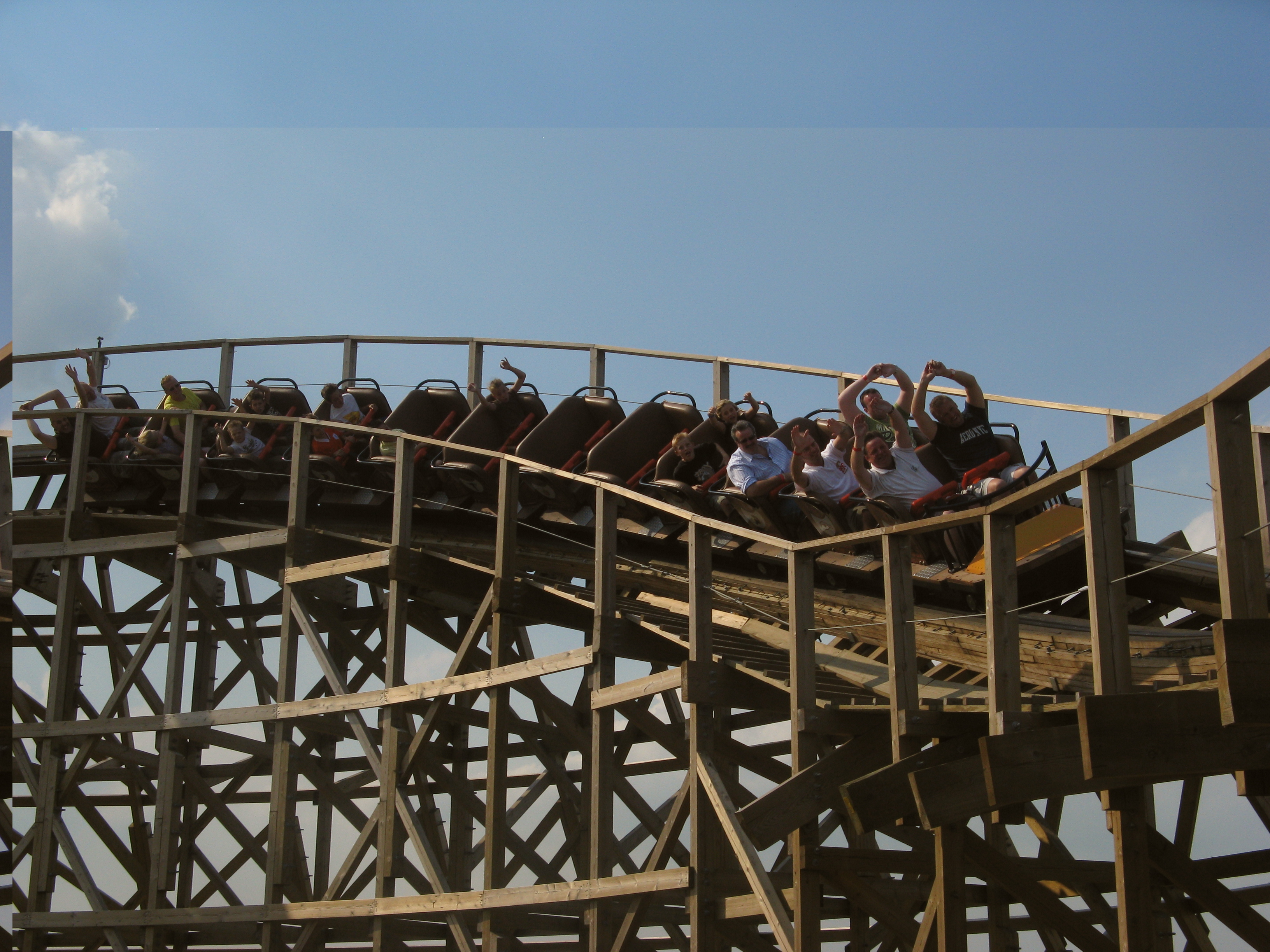
Trein
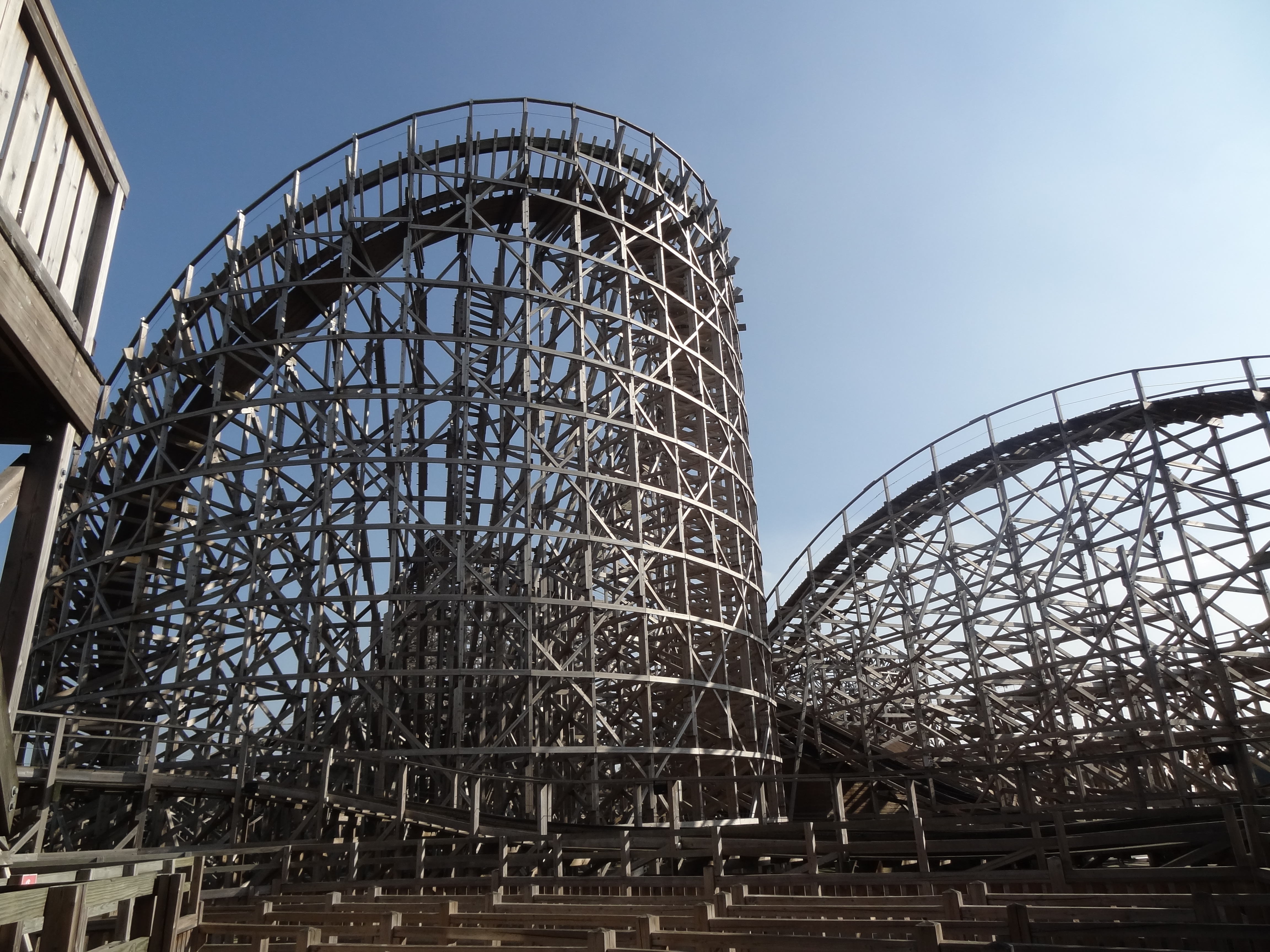
Vanuit de wachtrij
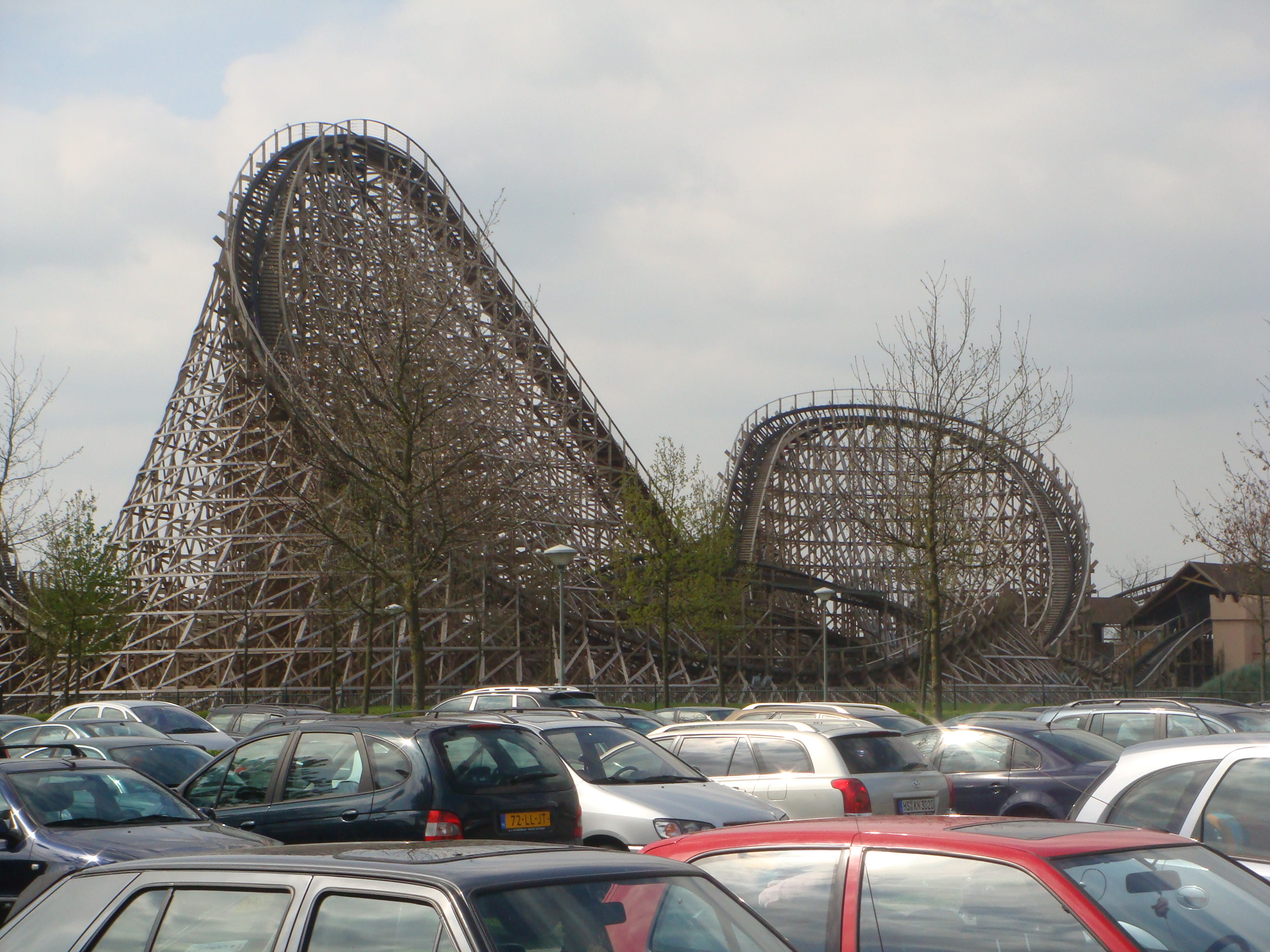
Troy gezien vanaf de parkeerplaats.